# Apu Nahasapeemapetilon
Apu Nahasapeemapetilon este un personaj secundar din serialul de televiziune american Familia Simpson. Imigrant indian, acesta este proprietarul magazinului Kwik-E-Mart⁠(d) din Springfield⁠(d) și este cunoscut pentru expresia „Thank you, come again”. Personajul a fost interpretat de Hank Azaria și a apărut pentru prima dată în episodul „The Telltale Head⁠(d)”. A fost numit în onoarea protagonistului din The Apu Trilogy⁠(d).
Documentarul The Problem with Apu⁠(d) (2017), scris de comediantul Hari Kondabolu⁠(d), a criticat personajul ca fiind un stereotip⁠(d). În ianuarie 2020, Azaria și echipa de producție au decis să retragă personajul din celebra distribuție a serialului. Ultima dată când Azaria i-a exprimat vocea a fost în episodul „The Serfsons⁠(d)” al celui de-al 29-lea sezon⁠(d). Din acel moment, Apu a apărut doar ca personaj de fundal.

## Biografie
În episodul „Homer și Apu⁠(d)”, Apu susține că își are originile în Rahmatpur⁠(d), Bengalul de Vest. Acesta este cetățean american naturalizat⁠(d) și deține un doctorat în informatică. A absolvit primul din clasa sa de șapte milioane de studenți la „Caltech” – Institutul Tehnic Calcutta – și și-a continuat studiile doctorale la Springfield Heights Institute of Technology (SHIT).
Apu a început să lucreze la Kwik-E-Mart în timpul studiilor postuniversitare pentru a-și plăti împrumutul studențesc⁠(d). Și-a păstrat funcția după încheierea plăților, deoarece i-a plăcut slujba și noii săi prieteni. A rămas un imigrant ilegal⁠(d) până când primarul Quimby a propus o lege municipală pentru expulzarea tuturor persoanelor ilegale în episodul „Much Apu About Nothing⁠(d)”. Într-un final, a cumpărat un certificat de naștere falsificat de la mafia din Springfield; documentarul menționa că părinții săi sunt cetățenii americani Herb și Judy Nahasapeemapetilon din Green Bay, Wisconsin. Totuși, când a realizat că-și neagă originile, a abandonat acest plan și a reușit să treacă cu succes testul pentru obținerea cetățeniei cu ajutorul lui Homer și Lisa Simpson.
În 1985, Apu era membru al cvartetului The Be Sharps, împreună cu Homer Simpson, Barney Gumble și directorul Seymour Skinner, în episodul „Homer's Barbershop Quartet⁠(d)”. La sfatul managerului Nigel, Apu a luat numele de scenă „Apu de Beaumarchais” (o referire la Pierre Beaumarchais, autorul cărții The Barber of Seville⁠(d)). În episodul „Lisa the Vegetarian⁠(d)” din al șaptelea sezon, Apu dezvăluie că este vegan.
În episodul „The Two Mrs. Nahasapeemapetilons⁠(d)”, Apu devine interesul romantic al doamnelor din Springfield după ce participă la o licitație de burlaci. Își petrece următoarele zile întâlnindu-se cu diferite femei, însă anunțul că propria mama a organizat o căsătorie aranjată⁠(d) cu Manjula⁠(d), o tânără pe care nu o mai întâlnise din copilărie, pune capăt șirului de întâlniri. Apu încearcă inițial să evite căsătoria, pretinzând că Marge Simpson este soția lui, dar când mama sa îl găsește pe Homer și Marge împreună, întregul său plan iese la iveală. În cele din urmă, Apu este cucerit Manjula la nuntă, iar cei doi se căsătoresc, fiind conștienți că pot oricând să divorțeze.
În episodul „Eight Misbehavin’⁠(d)”, Manjula primește prea multe medicamente de fertilitate⁠(d) și ajunge să nască octupleți⁠(d): Anoop, Uma, Nabendu, Poonam, Priya, Sandeep, Sashi și Gheet. În timpul episodului „Bart-Mangled Banner⁠(d)”, când orașul își schimbă numele din Springfield în Libertyville după numeroase acuzații de antipatriotism, Apu modifică temporar numele copiilor săi în Lincoln, Freedom⁠(d), Condoleezza, Coke, Pepsi, Manifest Destiny, Apple Pie⁠(d) și Superman.
Cei doi au o căsnicie fericită, în ciuda problemele conjugale cauzate de dependența de muncă⁠(d) a lui Apu și nevoile celor opt copii ai cuplului. În episodul „I'm with Cupid⁠(d)”, relația lor este pusă la încercare când Manjula descoperă că Apu lucrează mai mult decât trebuie. Mai mult, în episodul „The Sweetest Apu⁠(d), când se dezvăluie că Apu a înșelat-o pe Manjula, acesta se mută din apartament și se gândește să pună capăt zilelor. Apu și familia sa sunt hinduiști⁠(d) devotați și îl venerează în mod deosebit pe Ganesha.
Sanjay⁠(d) (interpretat de Harry Shearer), fratele lui Apu, ajută la conducerea magazinului Kwik-E-Mart. Acesta are o fiică pe nume Pahasatira și un fiu pe nume Jamshed, toți având numele de familie Nahasapeemapetilon. Apu are un alt frate mai mic, menționat în „The Two Mrs. Nahasapeemapetilons”, când personajul declară că este cel mai mare dintre cei trei frați ai familiei. De asemenea, Apu are un văr pe nume Kavi care locuiește în India; acesta l-a îndrumat pe Homer când a vizitat țara în episodul „Kiss Kiss Bang Bangalore⁠(d)”. Kavi lucrează pentru mai multe companii americane care preiau apeluri telefonice utilizând accente americane și jamaicane.